# Lesley Nicol
Lesley Nicol (Mánchester, 7 de agosto de 1953) es una actriz británica, tres veces ganadora de un Premio SAG. Es conocida por su papel de Beryl Patmore en Downton Abbey.
También es conocida por su papel se Señora Castor en la adaptación de la BBC de 1988 de El león, la bruja y el armario y por interpretar a la Reina Gigante en La silla de plata (1990).
Nicol se graduó del Guildhall School of Music and Drama en Londres a principios de los 1970s.
En cuanto al teatro, Nicol hizo de Rosie en la producción original del musical Mamma Mia! desde 2000 a 2002. También tuvo el papel protagónico de Tía Annie en Oriente es Oriente y repitió papel en la adaptación en película de dicha obra, Oriente es Oriente. Además, apareció en la secuela de 2010, West Is West.
Nicol ha hecho cameos en diversas series de la televisión británica como en Supernatural, haciendo de una bruja caníbal alemana. También apareció en The Odd Couple y en varios episodios de The Catch.
Nicol comenzó a escribir un musical original junto a Mark Mueller en 2016 y se estrenó en 2017 en el Guildhall School of Music and Drama, la escuela en donde se preparó como artista.

## Filmografía
| Año  | Título                                              | Papel            | Notas                                                                            |
| ---- | --------------------------------------------------- | ---------------- | -------------------------------------------------------------------------------- |
| 1985 | The Practice                                        | Jan Metcalfe     | Serie de televisión (13 episodios)                                               |
| 1986 | Blackadder II                                       | Mrs. Pants       | Serie de televisión (1 episodio: "Money")                                        |
| 1987 | Comeback                                            | Bossy Boots      | Película de televisión                                                           |
| 1987 | Brookside                                           | Shelley Rimmer   | Serie de televisión (1 episodio: "Give Us a Clue")                               |
| 1988 | El león, la bruja y el armario                      | Señora Castor    | Serie de televisión (5 episodios)                                                |
| 1989 | Bradley                                             | Nicole           | Serie de televisión (1 episodio: "Episodio N. 1.3")                              |
| 1989 | The Nineteenth Hole                                 | Mrs. Anderton    | Serie de televisión (1 episodio: "Episodio N. 1.3")                              |
| 1989 | Alexei Sayle's Stuff                                |                  | Serie de televisión (1 episodio: "Whistling Calculus for Tax Purposes")          |
| 1989 | 4 Play                                              | Janet Holmes     | Serie de televisión (1 episodio: "Dawn and the Candidate")                       |
| 1990 | La silla de plata                                   | Giant Queen      | Serie de televisión (2 episodios)                                                |
| 1991 | Waterfront Beat                                     |                  | Serie de televisión (3 episodios)                                                |
| 1991 | Paul Merton: The Series                             |                  | Serie de televisión (1 episodio: "Episodio N. 1.4")                              |
| 1991 | The Bill                                            | Varios           | Serie de televisión (3 episodios: 1991–2008)                                     |
| 1994 | Three Seven Eleven                                  | Mrs. Pudsey      | Serie de televisión (2 episodios)                                                |
| 1994 | Casualty                                            | Jayne Bowen      | Serie de televisión (1 episodio: "Chasing the Dragon")                           |
| 1994 | Heartbeat                                           | Varios           | Serie de televisión (5 episodios: 1994–2008)                                     |
| 1995 | Castles                                             | Gilian           | Serie de televisión (1 episodio: "Episodio N. 1.6")                              |
| 1995 | New Voices                                          | Joan             | Serie de televisión (1 episodio: "Grimm")                                        |
| 1996 | Peak Practice                                       | Sally Buxton     | Serie de televisión (1 episodio: "Partners")                                     |
| 1998 | The Grand                                           | Mrs. Morris      | Serie de televisión (1 episodio: "Episodio No. 2.10")                            |
| 1998 | Dinnerladies                                        | Trabajadora      | Serie de televisión (1 episodio: "Royals")                                       |
| 1999 | Oriente es Oriente                                  | Tía Annie        |                                                                                  |
| 1999 | Extremely Dangerous                                 | Gwenda Palmer    | Serie de televisión (2 episodes)                                                 |
| 1999 | A Touch of Frost                                    | Mrs. Cockroft    | Serie de televisión (2 episodios: 1999–2000)                                     |
| 2002 | Holby City                                          | Eileen McMahon   | Serie de televisión (1 episodio: "Taking Cover")                                 |
| 2002 | Doctors                                             | Varios           | Serie de televisión (2 episodios: 2002–2009)                                     |
| 2004 | The Last Detective                                  | Stella Beauchamp | Serie de televisión (1 episodio: "Benefit to Mankind")                           |
| 2004 | Rose and Maloney                                    | Headteacher      | Serie de televisión (1 episodio: "Episodio N. 1.1")                              |
| 2004 | The Courtroom                                       | Brenda Rimmer    | Serie de televisión (1 epusodio: "The Postman")                                  |
| 2005 | Marple: A Murder Is Announced                       | Nurse McClelland | Película de televisión                                                           |
| 2006 | Hotel Babylon                                       | Mrs. Cord        | Serie de televisión (1 epusodio: "Episodio N. 1.4")                              |
| 2007 | Dead Clever: The Life and Crimes of Julie Bottomley | Jean             | Película de televisión                                                           |
| 2008 | Hancock and Joan                                    | Nellie           | Película de televisión                                                           |
| 2008 | Shameless                                           | Belle            | Serie de televisión (1 episodio: "Episodio N. 5.14")                             |
| 2010 | West Is West                                        | Tía Annie        |                                                                                  |
| 2010 | Downton Abbey                                       | Mrs. Patmore     | Serie de televisión (52 episodios: 2010–2015)                                    |
| 2013 | Once Upon a Time                                    | Johanna          | Serie de televisión (1 episodio)                                                 |
| 2013 | Free Birds                                          | Pilgrim Woman    | Voz                                                                              |
| 2013 | Sarah & Duck                                        | Mujer Bufanda    | Personahe recurrente                                                             |
| 2014 | Hot in Cleveland                                    | Margaret         | Serie de televisión (1 episodio)                                                 |
| 2015 | Supernatural                                        | Katja            | Serie de televisión (1 episodio)                                                 |
| 2016 | Goldie & Bear                                       | Fairy Godmother  | Papel recurrente, acreditado como "Leslie Nicol"                                 |
| 2016 | The Catch                                           | Sybil Griffiths  | Serie de televisión (2 episodios)                                                |
| 2016 | Cazafantasmas                                       | Sra. Potter      | Escena eliminada                                                                 |
| 2017 | El show de Tom y Jerry                              | Doncella         | Serie de televisión (1 episodio: "Downton Tabby") acreditado como "Leslie Nicol" |
| 2018 | Summer Camp Island                                  | Ramona           | Serie de televisión (1 episodio)                                                 |
| 2019 | Downton Abbey                                       | Mrs. Patmore     | Película                                                                         |